# Leptogenys bituberculata
Leptogenys bituberculata är en myrart som beskrevs av Carlo Emery 1901. Leptogenys bituberculata ingår i släktet Leptogenys och familjen myror. Inga underarter finns listade i Catalogue of Life.